# 林ゆうき
林 ゆうき（はやし ゆうき、1980年12月31日 - ）は、日本の男性作曲家、編曲家。
京都府京都市生まれ。妻は相馬絵美。また伯父に童夢創業者の林みのるがいる。
京都市立加茂川中学校、京都市立紫野高等学校、東洋大学卒業。

## 来歴
高校時代に男子新体操の選手となり、そのためのBGMの選曲から音楽に興味を持ち、作曲を始める。後に新体操の伴奏曲の作曲家となる。作曲家の澤野弘之にデモテープを送ったことがきっかけとなり2009年より劇伴の制作に携わる。
主にテレビドラマ、テレビアニメの音楽・サウンドトラックなどを制作。
2021年3月末にこれまで所属していたレジェンドアから独立、同年4月より個人事務所林製作所を設立。

## 主な作品

### テレビドラマ音楽
2009年
- トライアングル（関西テレビ、共同：澤野弘之）
- BOSS（フジテレビ、共同：澤野弘之、和田貴史）
  - BOSS 2ndシーズン（2011年、フジテレビ）

- 嬢王 Virgin（テレビ東京）

2010年
- 左目探偵EYE（日本テレビ）
- 絶対零度〜未解決事件特命捜査〜（フジテレビ）
  - 絶対零度〜特殊犯罪潜入捜査〜（2011年、フジテレビ）

- タンブリング（TBS） - 新体操伴奏曲制作
- パーフェクト・リポート（フジテレビ）
- ストロベリーナイト シリーズ（フジテレビ）
  - SP ストロベリーナイト（2010年）
  - 連続ドラマ ストロベリーナイト（2012年）
  - ストロベリーミッドナイト（2013年）
  - 映画ストロベリーナイト（2013年）
  - SPストロベリーナイト アフター・ザ・インビジブルレイン5話（2013年）

2011年
- 大切なことはすべて君が教えてくれた（フジテレビ）
- アスコーマーチ〜明日香工業高校物語〜（テレビ朝日）
- ラストマネー -愛の値段-（NHK）
- DOCTORS〜最強の名医〜（テレビ朝日）
  - ドラマスペシャル DOCTORS〜最強の名医〜（2013年、テレビ朝日）
  - DOCTORS2〜最強の名医〜（2013年、テレビ朝日）
  - DOCTORS3〜最強の名医〜（2015年、テレビ朝日）

2012年
- リーガル・ハイ シリーズ（フジテレビ）
  - リーガル・ハイ（第1シリーズ、2012年・7話のみ共同：大野雄二）
  - スペシャルドラマ リーガル・ハイ（2013年）
  - リーガルハイ（第2シリーズ、2013年）

- リッチマン、プアウーマン（フジテレビ）
  - リッチマン、プアウーマン in ニューヨーク（2013年、フジテレビ）

2014年
- 緊急取調室（テレビ朝日）
  - ドラマスペシャル 緊急取調室（2015年9月27日、テレビ朝日）
  - 緊急取調室 シーズン2（2017年、テレビ朝日）

- 吉原裏同心（NHK）
  - 吉原裏同心 〜新春吉原の大火〜（2016年、NHK）

- 家族狩り（TBS、共同：橘麻美）

2015年
- 限界集落株式会社（NHK）
- 天使と悪魔-未解決事件匿名交渉課-（テレビ朝日）
- リスクの神様（フジテレビ）
- 連続テレビ小説 あさが来た（NHK）

2016年
- フラジャイル（フジテレビ、共同：橘麻美）
- グッドパートナー 無敵の弁護士（テレビ朝日）

2017年
- 嘘の戦争（関西テレビ、共同：橘麻美）
- ボク、運命の人です。（日本テレビ）
- 愛してたって、秘密はある。（日本テレビ、共同：橘麻美）
- 植木等とのぼせもん（NHK）
- 今からあなたを脅迫します（日本テレビ）

2018年
- オー・マイ・ジャンプ! 〜少年ジャンプが地球を救う〜（テレビ東京、共同：池田善哉）
- シグナル 長期未解決事件捜査班（関西テレビ、共同：橘麻美）
- 僕とシッポと神楽坂（テレビ朝日）

2019年
- ミラー・ツインズ（東海テレビ、WOWOW、共同：小畑貴裕）
- あなたの番です（2019年 - 2020年、日本テレビ、共同：橘麻美）
- 歪んだ波紋（NHK BSプレミアム）
- 黄色い煉瓦〜フランク・ロイド・ライトを騙した男〜（NHK BSプレミアム、共同：池田善哉、深見有沙）

2020年
- 10の秘密（関西テレビ、共同：橘麻美）

2021年
- 連続ドラマW インフルエンス（WOWOW）
- 真犯人フラグ（2021年 - 2022年、日本テレビ、共同：橘麻美）

2022年
- 未来への10カウント（テレビ朝日）
- 新・信長公記〜クラスメイトは戦国武将〜（読売テレビ）

2023年
- 連続ドラマW ギバーテイカー（WOWOW、共同：奥野大樹）
- 波よ聞いてくれ（テレビ朝日、共同：山城ショウゴ）

2024年
- Believe-君にかける橋-（テレビ朝日）
- ウルトラマンアーク（テレビ東京）
- マウンテンドクター（関西テレビ）
- オクラ〜迷宮入り事件捜査〜（フジテレビ）

2025年
- スティンガース 警視庁おとり捜査検証室（フジテレビ）

### 映画音楽
2013年
- ストロベリーナイト（東宝）

2014年
- 神様のカルテ2（東宝）
- アオハライド（東宝）

2015年
- エイプリルフールズ（東宝）

2016年
- 僕だけがいない街（ワーナー・ブラザース映画）
- ONE PIECE FILM GOLD（東映）
- 青空エール（東宝）

2017年
- 映画 プリキュアドリームスターズ!（東映）
- 映画 キラキラ☆プリキュアアラモード パリッと!想い出のミルフィーユ!（東映）

2018年
- 映画 プリキュアスーパースターズ!（東映）
- となりの怪物くん（東宝）
- 僕のヒーローアカデミア THE MOVIE 〜2人の英雄〜（東宝）
- 映画 HUGっと!プリキュア♡ふたりはプリキュア オールスターズメモリーズ（東映）

2019年
- フォルトゥナの瞳（東宝）
- 映画 プリキュアミラクルユニバース（東映、共同：橘麻美）
- 映画 スター☆トゥインクルプリキュア 星のうたに想いをこめて（東映、共同：橘麻美）
- 僕のヒーローアカデミア THE MOVIE ヒーローズ:ライジング（東宝）

2021年
- 夏への扉 -キミのいる未来へ-（東宝 / アニプレックス）
- あなたの番です（東宝、共同：橘麻美)

2023年
- 映画 プリキュアオールスターズF（東映、共同：深澤恵梨香）

### テレビ音楽
2010年
- Mr.サンデー（フジテレビ・関西テレビ）

2011年
- クローズアップ東北（NHK）

2012年
- 追跡！真相ファイル（NHK）
- アスリートの魂（NHK）

2013年
- Sportsプラス（NHK）

2015年
- ワールドスポーツMLB（NHK）
- 第66回NHK紅白歌合戦 オープニングテーマ 「ザッツ、大みそか！」（NHK）

2022年
- 阿佐ヶ谷アパートメント テーマ曲「物干し台の夜」〈作詞：タブレット純、歌：阿佐ヶ谷姉妹〉（NHK）

### アニメ音楽
2011年
- 万能野菜 ニンニンマン

2012年
- ROBOTICS;NOTES（共同：阿保剛、橘麻美）

2013年
- ブラッドラッド
- DIABOLIK LOVERS
  - DIABOLIK LOVERS MORE,BLOOD（2015年、共同：紗希）

- ガンダムビルドファイターズ
  - ガンダムビルドファイターズトライ（2014年、共同：橘麻美）
  - ガンダムビルドメタバース（2023年）

2014年
- ハイキュー!!（共同：橘麻美）
  - ハイキュー!! セカンドシーズン（2015年、共同：橘麻美）
  - ハイキュー!! 烏野高校 VS 白鳥沢学園高校（2016年、共同：橘麻美）
  - ハイキュー!! TO THE TOP（2020年、共同：橘麻美）
  - ハイキュー!! 陸 VS 空（2020年、共同：橘麻美）
  - 劇場版ハイキュー!! ゴミ捨て場の決戦（2024年、共同：橘麻美）

- ソウルイーターノット!（共同：橘麻美）
- DRAMAtical Murder
- アオハライド

2015年
- デス・パレード
- Classroom☆Crisis

2016年
- キズナイーバー
- 僕のヒーローアカデミア
  - 僕のヒーローアカデミア第2期（2017年）
  - 僕のヒーローアカデミア第3期（2018年）
  - 僕のヒーローアカデミア第4期（2019年 - 2020年）
  - 僕のヒーローアカデミア第5期（2021年）
  - 僕のヒーローアカデミア第6期（2022年 - 2023年）
  - 僕のヒーローアカデミア THE MOVIE 〜2人の英雄〜（2018年）
  - 僕のヒーローアカデミア THE MOVIE ヒーローズ:ライジング（2019年）
  - 僕のヒーローアカデミア THE MOVIE ワールド ヒーローズ ミッション（2021年）
  - 僕のヒーローアカデミア THE MOVIE ユアネクスト（2024年）
  - ヴィジランテ-僕のヒーローアカデミア ILLEGALS-（2025年）（共同：山城ショウゴ、高木亮志）

- TRICKSTER -江戸川乱歩「少年探偵団」より-

2017年
- キラキラ☆プリキュアアラモード
- ボールルームへようこそ
- DIVE!!（共同：KOHTA YAMAMOTO）

2018年
- 伊藤潤二『コレクション』
- HUGっと!プリキュア
- 風が強く吹いている
- DOUBLE DECKER! ダグ&キリル
- からくりサーカス

2019年
- スター☆トゥインクルプリキュア（共同：橘麻美）
- ポケットモンスター

2020年
- ドラゴンクエスト ダイの大冒険

2021年
- バクテン!!
  - 映画 バクテン!!（2022年）

- SHAMAN KING
  - SHAMAN KING FLOWERS（2024年）

2022年
- ラブオールプレー
- アークナイツ【黎明前奏/PRELUDE TO DAWN】
  - アークナイツ【冬隠帰路/PERISH IN FROST】（2023年）

- 勇者パーティーを追放されたビーストテイマー、最強種の猫耳少女と出会う（共同：桶狭間ありさ、近谷直之）

2023年
- ポケットモンスター めざせポケモンマスター
- UniteUp!
- 伊藤潤二『マニアック』
- 君は放課後インソムニア

2024年
- 杖と剣のウィストリア
- 青のミブロ

2025年
- メダリスト
- SAKAMOTO DAYS

### ゲーム音楽
2016年
- アリスオーダー

2019年
- 機動都市X
- ガンダムブレイカーモバイル

2022年
- 春ゆきてレトロチカ

### 舞台音楽
- イマーシブシアター『サクラヒメ』〜『桜姫東文章』より〜（2020年、共同：山城ショウゴ、高木亮志）

### CM音楽
- 京都アニメーションCM 「あじさい編」（2011年）